# Mäuseturm
Mäuseturm är ett torn beläget på en ö (Mäuseturminsel) i Rhen vid orten Bingen. Tornet är 24,65 meter högt.
Namnets betydelse är höljt i dunkel. Det har tolkats som ”mustornet” eller ”råttornet” med avseende på legenden om ärkebiskop Hatto II av Mainz som skall ha blivit inspärrad i tornet och blivit uppäten av råttor. Enligt en annan tolkning syftar ”mäuse” på muserie, kanon.
Senare historiker anser dock att tornet fick sitt namn för att det var ett tulltorn, ”Mautturm”, men namnet förvanskades och myten om ärkebiskopen tillkom.